# Turn- und Sportverein München von 1860 1964-1965
Questa voce raccoglie le informazioni riguardanti il Turn- und Sportverein München von 1860 nelle competizioni ufficiali della stagione 1964-1965.

## Stagione
Nella stagione 1964-1965 il Monaco 1860, allenato da Max Merkel, concluse il campionato di Bundesliga al 4º posto. In Coppa di Germania il Monaco 1860 fu eliminato agli ottavi di finale dal Magonza. In Coppa delle coppe il Monaco 1860 perse la finale con il West Ham Utd.

## Rosa
| N. |                     | Ruolo | Calciatore       |
| -- | ------------------- | ----- | ---------------- |
|    | Serbia (bandiera)   | P     | Petar Radenković |
|    | Germania (bandiera) | P     | Wilfried Tepe    |
|    | Serbia (bandiera)   | D     | Stevan Bena      |
|    | Germania (bandiera) | D     | Hans Humpa       |
|    | Germania (bandiera) | D     | Otto Luttrop     |
|    | Germania (bandiera) | D     | Bernd Patzke     |
|    | Germania (bandiera) | D     | Hans Reich       |
|    | Germania (bandiera) | D     | Rudolf Steiner   |
|    | Germania (bandiera) | D     | Manfred Wagner   |
|    | Germania (bandiera) | D     | Rudolf Zeiser    |
|    | Germania (bandiera) | C     | Peter Grosser    |

| N. |                     | Ruolo | Calciatore          |
| -- | ------------------- | ----- | ------------------- |
|    | Germania (bandiera) | C     | Hans Küppers        |
|    | Germania (bandiera) | C     | Alfred Pyka         |
|    | Germania (bandiera) | A     | Rudolf Brunnenmeier |
|    | Germania (bandiera) | A     | Hans Fischer        |
|    | Germania (bandiera) | A     | Alfred Heiß         |
|    | Germania (bandiera) | A     | Reinhard Jung       |
|    | Germania (bandiera) | A     | Wilfried Kohlars    |
|    | Germania (bandiera) | A     | Berti Kraus         |
|    | Germania (bandiera) | A     | Hans Rebele         |
|    | Germania (bandiera) | A     | Ernst Winterhalder  |

## Organigramma societario
Area tecnica
- Allenatore: Max Merkel
- Allenatore in seconda:
- Preparatore dei portieri:
- Preparatori atletici:

## Calciomercato

### Sessione estiva
| Acquisti | Acquisti      | Acquisti        | Acquisti |
| R.       | Nome          | da              | Modalità |
| -------- | ------------- | --------------- | -------- |
| A        | Reinhard Jung | Augusta         |          |
| D        | Bernd Patzke  | Standard Liegi  |          |
| C        | Alfred Pyka   | Westfalia Herne |          |

| Cessioni | Cessioni         | Cessioni          | Cessioni |
| R.       | Nome             | a                 | Modalità |
| -------- | ---------------- | ----------------- | -------- |
| A        | Werner Anzill    | Freiburger        |          |
| A        | Hans Auernhammer | Schwaben Augusta  |          |
| D        | Alfons Stemmer   | Kickers Offenbach |          |
| A        | Rolf Thommes     | Reutlingen        |          |

## Risultati

### Bundesliga

#### Girone di andata
| Arbitro: | Deuschel |

|          |           |                  |
| Moll 16’ | Marcatori | 55’ Brunnenmeier |

| Arbitro: | Kreitlein |

|  |           |            |
|  | Marcatori | 50’ Stinka |

| Arbitro: | Gusenburger |

|               |           |                                           |
| Jendrosch 70’ | Marcatori | 2’ Luttrop 30’, 65’, 80’ Küppers 82’ Heiß |

| Arbitro: | Zimmermann |

|                             |           |                           |
| Brunnenmeier 2’ Küppers 58’ | Marcatori | 32’ Wrenger 37’ Leydecker |

| Arbitro: | Lutz |

|               |           |                  |
| Konietzka 75’ | Marcatori | 79’ Brunnenmeier |

| Arbitro: | Tschenscher |

|                 |           |  |
| Wagner 28’, 65’ | Marcatori |  |

| Arbitro: | Epping |

|                       |           |                  |
| Schulz 33’ Kremer 74’ | Marcatori | 32’ Brunnenmeier |

| Arbitro: | Deuschel |

|                                        |           |  |
| Brunnenmeier 54’, 60’, 82’ Küppers 81’ | Marcatori |  |

| Arbitro: | Wieser |

|                           |           |  |
| Pidancet 48’, 80’ May 84’ | Marcatori |  |

| Arbitro: | Handwerker |

|             |           |  |
| Kohlars 50’ | Marcatori |  |

| Arbitro: | Ott |

|            |           |                  |
| Hornig 25’ | Marcatori | 57’ Brunnenmeier |

| Arbitro: | Fritz |

|                           |           |             |
| Kohlars 13’, 70’ Heiß 85’ | Marcatori | 2’ Klöckner |

| Arbitro: | Sturm |

|                    |           |                         |
| Koslowski 34’, 49’ | Marcatori | 41’ Grosser 75’ Steiner |

| Arbitro: | Gusenburger |

|                          |           |                                  |
| Kurth 5’ Seeler 63’, 75’ | Marcatori | 12’ Grosser 15’ (aut.) Giesemann |

| Arbitro: | Ohmsen |

|                              |           |            |
| Brunnenmeier 25’ Luttrop 75’ | Marcatori | 29’ Krämer |

#### Girone di ritorno
| Arbitro: | Deuschel |

|                              |           |  |
| Luttrop 68’ Brunnenmeier 86’ | Marcatori |  |

| Arbitro: | Jacobi |

|                                              |           |             |
| Huberts 7’ Solz 23’ Lechner 56’ Trimhold 73’ | Marcatori | 85’ Grosser |

| Arbitro: | Seekamp |

|                                                                                       |           |  |
| Brunnenmeier 2’, 6’, 57’ (rig.), 77’, 85’ Zeiser 24’ Küppers 43’ Heiß 45’ Grosser 59’ | Marcatori |  |

| Arbitro: | Radermacher |

|             |           |                         |
| Neumann 27’ | Marcatori | 32’ Küppers 89’ Grosser |

| Arbitro: | Mathieu |

|                                               |           |                                    |
| Brunnenmeier 24’, 72’ Grosser 33’ Küppers 74’ | Marcatori | 12’, 32’, 57’ Brungs 48’ Konietzka |

| Arbitro: | Kreitlein |

|                     |           |                              |
| Wild 36’ Müller 89’ | Marcatori | 16’ Brunnenmeier 69’ Luttrop |

| Arbitro: | Malka |

|                                                            |           |                                                         |
| Heiß 10’, 85’ Grosser 15’ Brunnenmeier 27’ Rebele 53’, 60’ | Marcatori | 35’ (rig.) Rehhagel 54’, 63’ Krampitz 68’ Klimaschefski |

| Arbitro: | Wieser |

|  |           |                              |
|  | Marcatori | 66’ Brunnenmeier 90’ Küppers |

| Arbitro: | Hennig |

|                                        |           |                    |
| Brunnenmeier 10’, 52’ Grosser 22’, 57’ | Marcatori | 70’ May 75’ Simmet |

| Arbitro: | Fritz |

|                                      |           |  |
| Pfisterer 23’ Höller 33’ Waldner 64’ | Marcatori |  |

| Arbitro: | Deuschel |

|                        |           |                             |
| Grosser 70’ Wagner 88’ | Marcatori | 34’ Hornig 45’, 82’ Thielen |

| Arbitro: | Ott |

|                                          |           |                   |
| Zebrowski 42’ Schulz 62’ Bena 76’ (aut.) | Marcatori | 7’ Heiß 43’ Kraus |

| Arbitro: | Fritz |

|                                  |           |            |
| Grosser 3’, 57’ Brunnenmeier 85’ | Marcatori | 73’ Schulz |

| Arbitro: | Hoffmann |

|                                                          |           |                    |
| Luttrop 11’ (rig.) Heiß 16’ Küppers 85’ Brunnenmeier 87’ | Marcatori | 10’ (aut.) Grosser |

| Arbitro: | Horstmann |

|                                               |           |  |
| Lotz 36’ Radenković 57’ (aut.) van Haaren 73’ | Marcatori |  |

### Coppa di Germania
| Arbitro: | Hense |

|                          |           |                                       |
| Bosse 2’, 14’ Kemmer 18’ | Marcatori | 39’, 44’ Küppers 62’ Luttrop 76’ Pyka |

| Arbitro: | Weyland |

|                   |           |                         |
| II 15’ Dutiné 62’ | Marcatori | 74’ Küppers 86’ Luttrop |

| Arbitro: | Niemeyer |

|                  |           |                    |
| Brunnenmeier 27’ | Marcatori | 6’ Fuchs 85’ Tripp |

### Coppa delle Coppe
| Arbitro: | Stoll |

|  |           |                                              |
|  | Marcatori | 6’, 26’ Brunnenmeier 12’ Küppers 81’ Luttrop |

| Arbitro: | Babauczek |

|                                                               |           |  |
| Brunnenmeier 11’, 46’ Luttrop 54’ Rebele 60’, 74’ Grosser 69’ | Marcatori |  |

| Arbitro: | Barbéran |

|  |           |          |
|  | Marcatori | 22’ Heiß |

| Arbitro: | Zečević |

|          |           |            |
| Heiß 37’ | Marcatori | 44’ Waldir |

| Arbitro: | Adair |

|  |           |                                       |
|  | Marcatori | 69’ Grosser 73’ Küppers 75’, 87’ Heiß |

| Monaco di Baviera 17 marzo 1965, ore CET Quarti di finale | Monaco 1860 | 0 – 0 referto | Legia Varsavia | Stadion an der Grünwalder Straße (30 278 spett.)\| Arbitro: \| Varaždinec \| |
| Arbitro:                                                  | Varaždinec  |               |                |                                                                              |

| Arbitro: | Haberfellner |

|                              |           |  |
| Rosato 9’ Luttrop 41’ (aut.) | Marcatori |  |

| Arbitro: | Valeš |

|                                  |           |              |
| Luttrop 12’, 52’ (rig.) Heiß 25’ | Marcatori | 74’ Lancioni |

| Arbitro: | Huber |

|                               |           |  |
| Rebele 59’ Luttrop 90’ (rig.) | Marcatori |  |

| Arbitro: | Zsolt |

|                 |           |  |
| Sealey 70’, 72’ | Marcatori |  |

## Statistiche

### Statistiche di squadra
| Competizione      | Punti | In casa | In casa | In casa | In casa | In casa | In casa | In trasferta | In trasferta | In trasferta | In trasferta | In trasferta | In trasferta | Totale | Totale | Totale | Totale | Totale | Totale | DR  |
| Competizione      | Punti | G       | V       | N       | P       | Gf      | Gs      | G            | V            | N            | P            | Gf           | Gs           | G      | V      | N      | P      | Gf     | Gs     | DR  |
| ----------------- | ----- | ------- | ------- | ------- | ------- | ------- | ------- | ------------ | ------------ | ------------ | ------------ | ------------ | ------------ | ------ | ------ | ------ | ------ | ------ | ------ | --- |
| Bundesliga        | 35    | 15      | 11      | 2       | 2       | 48      | 20      | 15           | 3            | 5            | 7            | 22           | 30           | 30     | 14     | 7      | 9      | 70     | 50     | +20 |
| Coppa di Germania | -     | 1       | 0       | 0       | 1       | 1       | 2       | 2            | 1            | 1            | 0            | 6            | 5            | 3      | 1      | 1      | 1      | 7      | 7      | 0   |
| Coppa delle coppe | -     | 5       | 3       | 2       | 0       | 12      | 2       | 5            | 3            | 0            | 2            | 9            | 4            | 10     | 6      | 2      | 2      | 21     | 6      | +15 |
| Totale            | 35    | 21      | 14      | 4       | 3       | 61      | 24      | 22           | 7            | 6            | 9            | 37           | 39           | 43     | 21     | 10     | 12     | 98     | 63     | +35 |

### Andamento in campionato
| Giornata  | 1  | 2  | 3 | 4 | 5 | 6 | 7 | 8 | 9 | 10 | 11 | 12 | 13 | 14 | 15 | 16 | 17 | 18 | 19 | 20 | 21 | 22 | 23 | 24 | 25 | 26 | 27 | 28 | 29 | 30 |
| --------- | -- | -- | - | - | - | - | - | - | - | -- | -- | -- | -- | -- | -- | -- | -- | -- | -- | -- | -- | -- | -- | -- | -- | -- | -- | -- | -- | -- |
| Luogo     | T  | C  | T | C | T | C | T | C | T | C  | T  | C  | T  | T  | C  | C  | T  | C  | T  | C  | T  | C  | T  | C  | T  | C  | T  | C  | C  | T  |
| Risultato | N  | P  | V | N | N | V | P | V | P | V  | N  | V  | N  | P  | V  | V  | P  | V  | V  | N  | N  | V  | V  | V  | P  | P  | P  | V  | V  | P  |
| Posizione | 10 | 13 | 8 | 7 | 7 | 3 | 8 | 6 | 8 | 7  | 5  | 4  | 3  | 5  | 3  | 3  | 5  | 4  | 3  | 4  | 4  | 2  | 2  | 2  | 2  | 3  | 4  | 4  | 3  | 4  |

Legenda:

Luogo: C = Casa; T = Trasferta. Risultato: V = Vittoria; N = Pareggio; P = Sconfitta.

### Statistiche dei giocatori
| Giocatore       | Bundesliga | Bundesliga | Bundesliga  | Bundesliga | Coppa di Germania | Coppa di Germania | Coppa di Germania | Coppa di Germania | Coppa delle coppe | Coppa delle coppe | Coppa delle coppe | Coppa delle coppe | Totale   | Totale | Totale      | Totale     |
| Giocatore       | Presenze   | Reti       | Ammonizioni | Espulsioni | Presenze          | Reti              | Ammonizioni       | Espulsioni        | Presenze          | Reti              | Ammonizioni       | Espulsioni        | Presenze | Reti   | Ammonizioni | Espulsioni |
| --------------- | ---------- | ---------- | ----------- | ---------- | ----------------- | ----------------- | ----------------- | ----------------- | ----------------- | ----------------- | ----------------- | ----------------- | -------- | ------ | ----------- | ---------- |
| S. Bena         | 9          | 0          | 0           | 1          | 0                 | 0                 | 0                 | 0                 | 6                 | 0                 | 0                 | 0                 | 15       | 0      | 0           | 1          |
| R. Brunnenmeier | 30         | 24         | 0           | 0          | 3                 | 1                 | 0                 | 0                 | 9                 | 4                 | 0                 | 0                 | 42       | 29     | 0           | 0          |
| H. Fischer      | 0          | 0          | 0           | 0          | 0                 | 0                 | 0                 | 0                 | 0                 | 0                 | 0                 | 0                 | 0        | 0      | 0           | 0          |
| P. Grosser      | 29         | 12         | 0           | 0          | 3                 | 0                 | 0                 | 0                 | 10                | 2                 | 0                 | 0                 | 42       | 14     | 0           | 0          |
| A. Heiß         | 30         | 7          | 0           | 0          | 3                 | 0                 | 0                 | 0                 | 9                 | 5                 | 0                 | 0                 | 42       | 12     | 0           | 0          |
| H. Humpa        | 0          | 0          | 0           | 0          | 0                 | 0                 | 0                 | 0                 | 0                 | 0                 | 0                 | 0                 | 0        | 0      | 0           | 0          |
| R. Jung         | 0          | 0          | 0           | 0          | 0                 | 0                 | 0                 | 0                 | 0                 | 0                 | 0                 | 0                 | 0        | 0      | 0           | 0          |
| W. Kohlars      | 13         | 3          | 0           | 0          | 0                 | 0                 | 0                 | 0                 | 7                 | 0                 | 0                 | 0                 | 20       | 3      | 0           | 0          |
| B. Kraus        | 5          | 1          | 0           | 0          | 0                 | 0                 | 0                 | 0                 | 1                 | 0                 | 0                 | 0                 | 6        | 1      | 0           | 0          |
| H. Küppers      | 24         | 10         | 0           | 0          | 2                 | 3                 | 0                 | 0                 | 8                 | 2                 | 0                 | 0                 | 34       | 15     | 0           | 0          |
| O. Luttrop      | 29         | 5          | 0           | 0          | 3                 | 2                 | 0                 | 0                 | 10                | 5                 | 0                 | 0                 | 42       | 12     | 0           | 0          |
| B. Patzke       | 27         | 0          | 0           | 0          | 2                 | 0                 | 0                 | 0                 | 7                 | 0                 | 0                 | 0                 | 36       | 0      | 0           | 0          |
| A. Pyka         | 0          | 0          | 0           | 0          | 2                 | 1                 | 0                 | 0                 | 0                 | 0                 | 0                 | 0                 | 2        | 1      | 0           | 0          |
| P. Radenković   | 29         | 0          | 0           | 0          | 3                 | 0                 | 0                 | 0                 | 10                | 0                 | 0                 | 0                 | 42       | 0      | 0           | 0          |
| H. Rebele       | 6          | 2          | 0           | 0          | 1                 | 0                 | 0                 | 0                 | 6                 | 3                 | 0                 | 0                 | 13       | 5      | 0           | 0          |
| H. Reich        | 30         | 0          | 0           | 0          | 3                 | 0                 | 0                 | 0                 | 10                | 0                 | 0                 | 0                 | 43       | 0      | 0           | 0          |
| R. Steiner      | 20         | 1          | 0           | 0          | 3                 | 0                 | 0                 | 0                 | 6                 | 0                 | 0                 | 0                 | 29       | 1      | 0           | 0          |
| W. Tepe         | 1          | 0          | 0           | 0          | 0                 | 0                 | 0                 | 0                 | 0                 | 0                 | 0                 | 0                 | 1        | 0      | 0           | 0          |
| M. Wagner       | 22         | 3          | 0           | 0          | 2                 | 0                 | 0                 | 0                 | 5                 | 0                 | 0                 | 0                 | 29       | 3      | 0           | 0          |
| E. Winterhalder | 0          | 0          | 0           | 0          | 0                 | 0                 | 0                 | 0                 | 0                 | 0                 | 0                 | 0                 | 0        | 0      | 0           | 0          |
| R. Zeiser       | 26         | 1          | 0           | 0          | 3                 | 0                 | 0                 | 0                 | 6                 | 0                 | 0                 | 0                 | 35       | 1      | 0           | 0          |